# Xenohelea polysticta
Xenohelea polysticta är en tvåvingeart som först beskrevs av Jean-Jacques Kieffer 1911.  Xenohelea polysticta ingår i släktet Xenohelea och familjen svidknott. Inga underarter finns listade i Catalogue of Life.